# 인피니트
인피니트(INFINITE)는 대한민국의 6인조 보이 그룹으로 인피니트컴퍼니 소속이다.

## 활동

### 데뷔 전
인피니트는 정식 데뷔 전 에픽하이가 울림 엔터테인먼트로 복귀한 시점에서부터 방송이나 미디어에 에픽하이와 함께 얼굴을 공개하며 인지도를 늘려갔다.  2010년 2월 11일, 에픽하이가 부른 2010년 동계 올림픽 응원가에 코러스로 참여하였으며, 이후 멤버 김성규, 남우현, 엘, 이성종이 에픽하이의 스페셜 음반 Epilogue의 타이틀 곡 Run의 뮤직비디오에 출연하였고 첫 컴백 무대를 함께 하였다. 또한 장동우, 호야는 Run의 백댄서로 활동하였다.
이후 4월 12일부터 방영되기 시작한 엠넷의《인피니트! 당신은 나의 오빠》로 가수로 데뷔하기 전부터 방송에 출연하면서 대중들에게 차츰 알려지기 시작했다. 8화로 제작되어 5월 31일까지 방영된 이 프로그램은 인피니트가 10대의 여동생, 유지애를 맞이하게 되면서 일어나는 각종 에피소드에 대해 다뤘다.

### 2010: 데뷔와 First Invasion
2010년 6월 9일, 인피니트는 앨범명 First Invasion, 타이틀곡 다시 돌아와로 데뷔하였다.
첫번째 미니앨범 First Invasion은 인피니트만의 재기발랄함과 차별화 된 음악적 시도를 보이며 여러 음악 전문인들에게 좋은 평가를 받았다.
타이틀곡 다시 돌아와는 강렬한 비트와 빈티지한 록 기타 사운드가 귀를 사로잡는 1990년대 펑키 스타일의 독특한 댄스 퍼포먼스곡이다.
후속곡으로 앨범의 두번째 트랙이자 디지털 싱글인 She's Back으로 활동했으며, 여름 분위기의 어울리는 가사와 멜로디, 인피니트만의 완벽한 칼군무를 선보였다.

### 2011: Evolution, Inspirit, Over The Top, Paradise
2010년 12월 29일 마음으로..(Voice Of My Heart)가 선공개되었고, 2011년 1월 6일, 앨범명 Evolution, 타이틀곡 BTD로 컴백했다.
두번째 미니앨범 Evolution은 First Invasion보다 한층 강력하고 진화된 음악을 보여주며 그들의 무한한 가능성을 보여주었다.
타이틀곡 BTD는 Before The Dawn의 약자로 여심을 뒤흔드는 가사와 함께 어쿠스틱, 전자악기가 믹스된 사운드가 어우러져 비장함과 드리마틱한 느낌의 정점을 표현했다. 이 곡에서 등장하는 전갈춤은 인피니트의 시그니처 안무가 되었으며 2011년 인피니트의 첫 스타트를 화려하게 장식해주었다.
2011년 3월 17일, 앨범명 Inspirit, 타이틀곡 Nothing's Over로 컴백했다.
첫번째 싱글앨범 Inspirit은 그 전 앨범들의 어두웠던 이미지를 탈피하고, 그들 나이에 어울리는 젊고 유니크하면서 자유분방한 이미지로 여심을 흔들었다.
타이틀곡 Nothing's Over는 인피니트만의 애틋한 보이스는 유지하면서도 밝은 느낌의 곡으로, 인상적인 가사와 듣기 쉬운 멜로디로 많은 사랑을 받았다.
Nothing's Over의 활동이 끝나고 인피니트는 후속곡 Can U Smile (Remake)로 다시 한 번 대중들과 팬들을 찾았고, 엘의 어쿠스틱 기타와 멤버들의 감미로운 목소리로 좋은 호응을 얻으며 활동을 마무리하였다.
그 후 6월 22일부터 인피니트는 와이드 연예뉴스 - 인피니트의 깨알 Player에 출연하게 되면서 고정 버라이어티를 한 편 더 촬영하게 되었다.
깨알 플레이어의 주제는 출연하는 아이돌의 자유이며, 아이돌에게 자유 시간이 주어진다면 그들이 어떻게 활용하는지에 대한 것이었다.
인피니트는 이 버라이어티로 그들의 인지도를 높일 수 있었고, 동시에 첫 정규 앨범 프로모션을 시작하게 되었다.

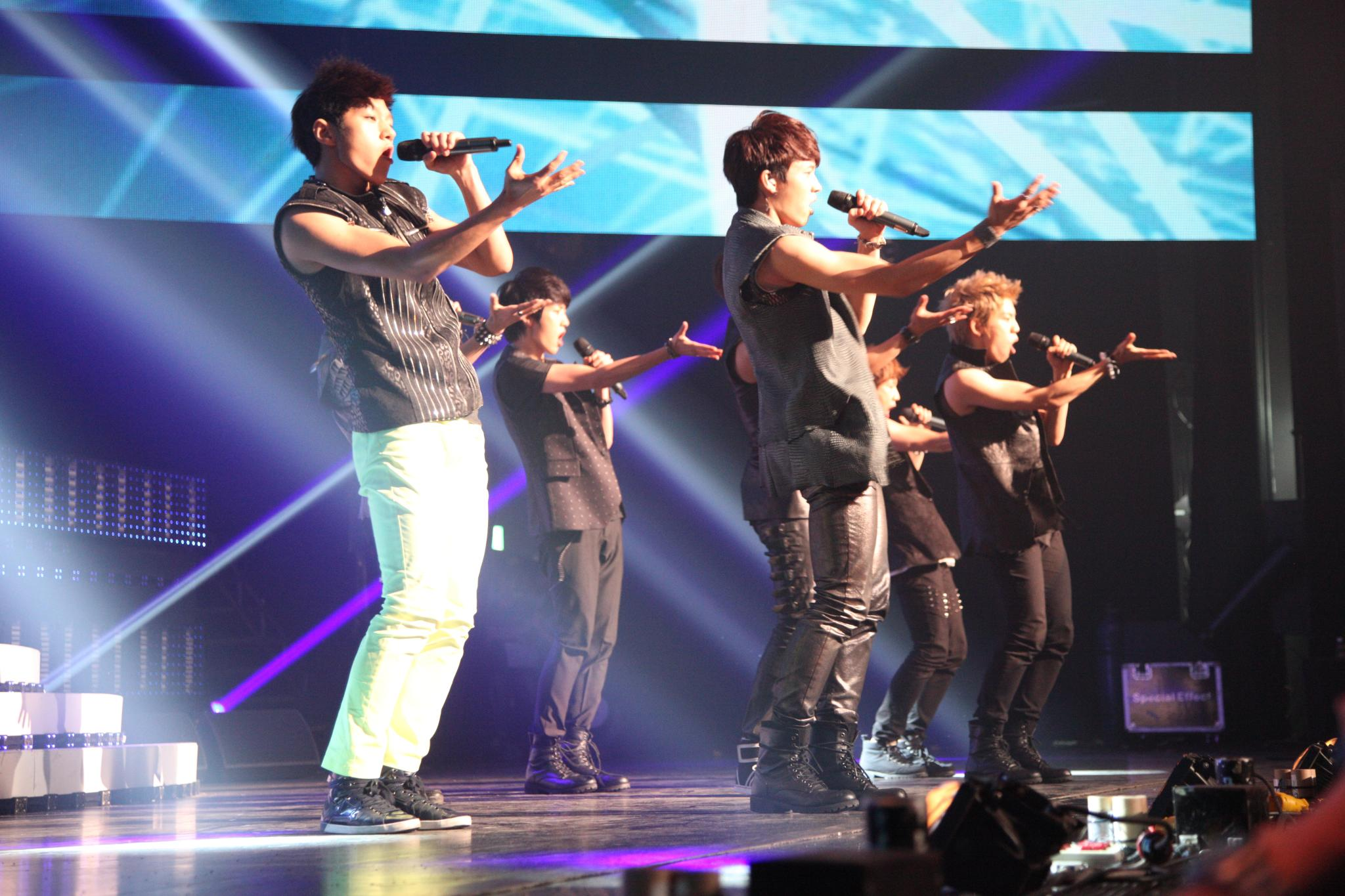
〈내꺼하자〉를 공연중인 인피니트

2011년 7월 21일, 앨범명 Over The Top, 타이틀곡 내꺼하자로 컴백한다. 앨범은 발매와 동시에 초도 2만장이 완판되었다.
첫번째 정규앨범 Over The Top은 인피니트의 아티스트로서의 한 단계 레벨 상승을 보여주며 그들의 음악적 스펙트럼을 넓혔고, 트렌드 선구자로서의 모습을 톡톡히 보여준 앨범이다.
타이틀곡 내꺼하자는 1980년대의 유로팝의 느낌을 현대적으로 고급스럽게 재해석한 청량한 사운드와 파워풀한 퍼포먼스가 인상적인 신스팝 댄스곡이다.
인피니트는 9월 1일 Mnet 《M! Countdown》에서 내꺼하자로 데뷔 약 1년 3개월만에 가요 프로그램 첫 1위를 하게 되었고, 명실상부 K-POP 대세 아이돌의 위치에 서게 되었다.
2011년 9월 22일, 앨범명 Paradise, 타이틀곡 Paradise로 컴백했다.
리패키지 앨범 Paradise는 Over The Top에 신곡 세 곡을 포함해 발매한 앨범으로, 지금까지의 그들의 앨범 중 가장 드라마틱한 앨범으로 남았다.
타이틀곡 Paradise는 내꺼하자와는 또다른 강렬하고 치명적인 남자의 매력을 보여주며, 웅장한 현악기 사운드와 중독성있는 가사로 여전히 인피니트의 명곡으로 거론되고 있다.
Paradise로 인피니트는 10월 9일 SBS《인기가요》에서 뮤티즌송을 수상하며 지상파 첫 1위를 수상하였고, 10월 13일《M! Countdown》에서 다시 한 번 1위를 거머쥐었다.
정규 1집 활동을 마친 후 배급사가 로엔엔터테인먼트로 바뀌고, 2011년 12월 6일 디지털 싱글앨범 하얀 고백을 발매하였다.
타이틀곡 하얀고백(Lately)는 겨울 시즌송이자 인피니트 멤버 각각의 가장 순수하고 서정적인 면을 극대화한 곡으로 한 편의 러브스토리를 보는 듯한 감동을 선사하며, 아직까지도 겨울이 되면 생각나는 곡으로 거론되고 있다.

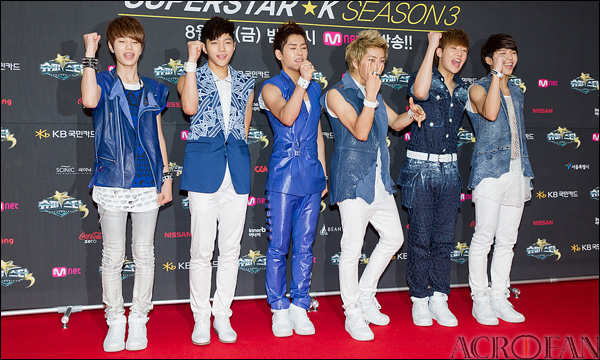
Infinite from acrofan

### 2012: Infinitize
2012년 2월 24일, 첫 단독 콘서트 Second Invasion을 성공리에 마무리하며 디지털 싱글 "Cover Girl& (Live Ver.)"을 발매하였다.
2012년 4월 1일, 국내외 팬들의 요청으로 앙코르 콘서트인 Second Invasion Evolution이 진행되었다.
2012년 5월 15일, 앨범명 Infinitize, 타이틀곡 추격자(The Chaser)로 컴백했다.
세번째 미니앨범 Infinitize의 활동은 국내 5개 도시 논스탑 쇼케이스로 시작되었으며, 인피니트를 대세 중의 대세로 자리매김시켰다. 특히 인트로 장인이라 불리는 인피니트의 많은 인트로 중 이 앨범의 Infinitize는 아직도 레전드 인트로라고 거론된다.
타이틀곡 추격자는 제목만큼이나 빠른 속도와 사운드, 혀를 내두르는 정확한 칼군무로 엠넷 엠카운트다운에서 인피니트에게 첫 트리플 크라운을 안겨주었다. 또한 2012년 미국 빌보드가 선정한 2012년 최고의 Kpop이 되면서, 뉴 월드 Kpop 스타로서의 가능성을 보여주었다.
2012년 8월 8일부터 5일 동안 그 해 여름이라는 타이틀로 AX-KOREA (구 멜론 악스홀)에서 소극장 콘서트를 열었고, 그 해 여름은 인피니트만의 한 브랜드가 되었다.

### 2013: New Challenge 와 Destiny
2013년 3월 1일, 인피니트는 일본에서의 활동을 마치고 한국팬들과의 팬미팅 무한대집회를 진행했다. 또한 당일 3월 컴백 트레일러를 공개했다.
2013년 3월 21일, 앨범명 New Challenge, 타이틀곡 Man In Love(남자가 사랑할 때)로 컴백했다.
네번째 미니앨범 New Challenge는 인피니트의 사랑스럽고 발랄한 사랑에 빠져 설레고 두근거려 하는 남자의 모습을 담은 앨범이다.
2013년 MBC 쇼 음악중심이 다시 1위 수상 제도를 도입하였고, 타이틀 곡 Man in Love (남자가 사랑할 때)를 통해 인피니트는 2001년 핑클 이후 12년만에 한국 지상파 방송 3사의 음악 순위 프로그램에서 모두 1위를 차지(그랜드 슬램)한 첫 그룹이 되었다.
2013년 7월 17일, 앨범명 Destiny, 타이틀곡 Destiny로 컴백했다.
두번째 싱글앨범 Destiny는 다시 인피니트만의 강렬한 사운드와 퍼포먼스를 보여준 앨범으로 한국인 최초로 미국 유니버셜 스튜디오에서 촬영이 진행되었다.
타이틀곡 Destiny는 인피니트 집착의 끝으로 중독적인 가사와 멜로디로 팬들을 환호시켰다.
2013년 8월 9일, 서울을 시작으로 인피니트는 첫 월드투어 One Great Step을 진행하며 월드 아이돌로서의 첫 걸음을 내디뎠다.

### 2014: Season 2 와 Be Back
인피니트는 2014년 3월 길었던 월드투어를 서울에서의 One Great Step Returns를 마지막으로 마무리했다.
2013년(Destiny)까지의 활동을 Season 1이라 정의하고, 처음부터 시작한다는 포부를 담아 2014년 5월 21일, 앨범명 Season 2, 타이틀곡 Last Romeo로 컴백했다.
5월 19일 일본, 5월 20일 대만, 5월 21일 한국 쇼케이스 개최와 함께 활동을 시작한 인피니트는 오랜 공백기간이 무색하게 높은 앨범 판매량을 달성함과 동시에 각종 순위 프로그램에서 1위를 휩쓸었다.
두번째 정규앨범 Season 2는 인피니트의 소년과 남자 사이 아찔한 모습을 담은 앨범으로, 가장 서정적인 곡들이 담긴 가장 서정적인 앨범으로 통하고 있다.
타이틀곡 Last Romeo는 사랑하는 사람을 위해 모든 걸 걸겠다 외치는 섹시하고 로맨틱한 인피니트만의 로미오를 표현한 곡으로, 이 곡을 통해 인피니트는 한국 가수 최초 트위터 이머징 스타 차트 3위에 오르며 역시 인피니트라는 말을 나오게 하였다.
2014년 7월 22일, 앨범명 Be Back, 타이틀곡 Back으로 컴백했다.
두번째 리패키지 앨범 Be Back은 Season 2에 신곡 두 곡을 포함하여 발매되었으나, Season 2와는 180도 변신한 강하고 거칠면서도 연인을 붙잡는 애절한 남자의 모습을 담았다.
타이틀곡 Back은 기존의 인피니트 곡과는 다르게 랩이 빠지고 장동우와 호야의 보컬이 들어가면서 새로운 모습을 선보였고, 잔잔한 도입부와 분위기가 전환되는 빠른 후반부, 강렬한 댄스 브레이크는 많은 팬들을 환호시켰다.
2014년 8월, 그 해 여름2가 7일간 진행되었다. 인피니트가 2012년 그 해 여름을 개최한 이후로 많은 아이돌들이 이를 모티브 삼아 소극장 콘서트를 진행하기 시작했다고 한다. 첫번째 날은 엘, 두번째 날은 남우현, 세번째 날은 이성열, 네번째 날은 장동우, 다섯번째 날은 이성종, 여섯번째 날은 호야, 마지막 날은 김성규가 각자의 매력을 보여줄 수 있는 솔로 무대를 선보였다.

### 2015: Reality
2015년 2월, 두번째 팬미팅 무한대집회 2가 진행되었다.
2015년 7월 13일, 앨범명 'Reality', 타이틀곡 'Bad'로 컴백했다.
다섯번째 미니앨범 Reality는 여전히 끝나지 않은 꿈을 향해 달려가고 있는 인피니트의 현재를 과장되지 않은 시선으로 담은 앨범이다.
인피니트의 과거와 현재, 미래의 요소를 모두 담겼으며, 타이틀곡 Bad는 듣는 이에게 쉴 틈조차 주지 않고 빠져들게 만드는 일렉트로닉 팝 댄스곡다.
2015년 8월, 서울을 시작으로 두번째 월드투어인 Infinite Effect가 진행되었다.
2015년 12월, MBC EVERY1에서 인피니트의 다섯번째 리얼리티 프로그램 인피니트의 쇼타임의 방송이 시작되었다.

### 2016: INFINITE ONLY
2016년 2월, 서울에서 Infinite Effect Advance를 마지막으로 두번째 월드투어가 마무리된다.
2016년 8월 서울 5일, 부산 2일, 일본 8일 동안 소극장 콘서트 그 해 여름 3이 진행되었고, 당일 9월 컴백 트레일러가 공개되며 팬들을 환호시켰다.
2016년 9월 19일, 앨범명 'INFINITE ONLY', 타이틀곡 '태풍 (The Eye)'으로 컴백했다.
여섯번째 미니앨범 INFINITE ONLY는 국내 최정상 아이돌 인피니트가 그동안 보여주었던 음악적 역량 안에서 인피니트만이 할 수 있는 음악적 깊이를 보여주며, 어느 누구보다도 독창적인 오직 그들만의 음악을 담은 앨범이다.
타이틀곡 태풍(The Eye)는 휘몰아치는 태풍을 뚫고 빛을 쫓아가는 초반부와 몽환적인 인피니트의 목소리가 한 번 들으면 결코 잊을 수 없도록 하며, 실제 태풍을 연상케하는 안무와 함께 그들의 화려한 귀환을 알렸다.

### 2017: 멤버 호야 탈퇴
2017년 9월 3일 호야는 소속사 울림엔터테인먼트와의 계약만료와 함께 팀 탈퇴를 결정했고 김성규, 장동우, 남우현, 이성열, 엘, 이성종 6명은 인피니트로 울림엔터테인먼트와 재계약 하였다.

### 2018: TOP SEED
2018년 1월 8일 정규 3집 TOP SEED로 컴백을 했다. TOP SEED 앨범의 수록곡 ‘Begin Again’은 12월 29일 ~ 12월 31일에 개최한 인피니트의 연말 팬미팅 ‘Begin Again’에서 공개되었다. 1월 11일 M.net 엠카운트다운에서 최초로 컴백무대를 선보인다.
세번째 정규앨범 TOP SEED는 인피니트가 1년 4개월 만에 발표하는 신보이자, 2014년 5월 정규 2집 Season 2 이후 3년 8개월 만에 선보이는 정규앨범으로 총 12곡이 수록돼 있다. R&B 어반, 메탈 록, 팝발라드에 왈츠가 가미된 클래식까지 다양한 장르를 곳곳에 녹여내며 더욱 풍성한 사운드를 자랑한다. 여기에 직접 작사, 작곡, 랩메이킹에 참여하며 한껏 역량을 드러낸 장동우와 엘, 이성종의 감미로운 음색이 돋보이는 솔로곡들로 더욱 소장 가치를 높였다. 팀을 6인 체제로 개편한 후 2018년 새해 처음으로 선보이는 앨범인 만큼 멤버 개개인의 음악적인 역량과 개성, 이전보다 더욱 성숙해진 인피니트만의 작업물들이 풍성하게 수록된 결정체가 될 것이다.
타이틀곡 Tell Me는 인피니트 특유의 감성은 유지하되 미니멀한 사운드와 절제된 보컬로 몽환적이며 세련된 느낌이 더해져 기존의 인피니트와 같은 듯 하면서 완전히 다른 새로운 느낌의 곡이다. 한층 여유로워지고 성숙해진 퍼포먼스 또한 더욱 주목할만하다.
2018년 5월 14일에 김성규가 현역으로 입대했다.

### 2019: 병역을 이행 중, 멤버 엘 소속사 이전
2019년 8월 19일에 엘이 울림과 계약 만료 후 홀로서기를 한다고 밝히고 "매니지먼트 이상"으로 이적했다. 다만 팀 탈퇴나 해체는 전혀 아니며, 멤버들이 군 복무 중인지라 차후 활동은 이후에 협의를 거쳐 진행한다고 울림 측에서 밝혔다.
대부분의 멤버들이 2019년에 대거 입대하기 시작했다. 3월 26일에는 이성열, 4월 15일에는 장동우가 모두 현역으로 입대했다. 7월 22일에는 이성종, 10월 24일에는 남우현이 모두 사회복무요원으로 입대했다. 이에 따라 엘만 미필자로 남게 됐다.

### 2020: 병역을 이행 중, 데뷔 10주년
2020년 1월 8일 김성규가 군 복무를 마치고 제대했다. 2020년 6월 9일 데뷔 10주년을 맞이하였으며 멤버 김성규, 엘 2명에서 오후 8시 V앱을 통해서 오랜만에 인피니트로 인사를 한다.

### 2021: 병역을 이행 중, 멤버들 소속사 이전
2021년 2월에 엘이 마지막으로 해병대에 입대하였으며 2021년 3월에 김성규, 장동우, 이성열 울림과 계약 만료 후 홀로서기를 한다고 밝혔다. 다만 팀 탈퇴나 해체는 전혀 아니며, 멤버들이 군 복무 중인지라 차후 활동은 이후에 협의를 거쳐 진행한다고 울림 측에서 밝혔다.

### 2022: 병역을 이행 중, 멤버들 소속사 이전
2022년 1월에 이성종 이 울림과 계약 만료 후 홀로서기를 한다고 밝혔다.
10월에 남우현 이 울림과 계약 만료 후 홀로서기를 한다고 밝혔다.

### 2023: 소속사 설립, 데뷔 13주년, 13egin, 단독 콘서트
2023년 5월 6일 인피니트컴퍼니를 설립하여 팀 활동을 이어 간다. 6월 9일 0시 데뷔 13주년 기념으로 완전체 유튜브 방송을 진행하였다.
7월 31일 일곱번째 미니앨범 《13egin》를 발매하며 약 5년만에 컴백하였다.
8월 19일, 20일 데뷔 13주년 단독 콘서트를 개최하였다. 그 후 27일 일본 요코하마, 9월 2일과 3일 타이베이에서 공연을 열고 팬들과 만났다. 9일과 10일에는 마카오 공연을 하며 아시아 투어를 개최하였다.

### 2024: 팬미팅, 해외 단독 콘서트
2024년 7월 14일, 15일 국내 팬미팅을 개최하였다.
12월 6일부터 2025년 3월 1일까지 해외 단독 콘서트를 개최한다.
12월 25일에 디지털 싱글 《볼 수 있어 (Sad Loop)》를 발매한다.

### 2025: 데뷔 15주년
2025년 3월 6일, 데뷔 15주년 《LIKE INFINITE》 미니 앨범을 발매하였다.

### 일본 활동
2011년 1월 27일에 일본에서 첫 렌탈 싱글 TO-RA-WA를 발매하며 일본 진출을 준비하였다. 이 싱글은 모바일 사이트 벨소리 K-POP 부문 1위를 기록하였다. 같은 해 2월 23일에는 싱글 She's Back을 발매하며 같은 차트에서 1위를 다시 기록하였으며, 이후 BTD, Nothing's Over 등 일본 데뷔 전 총 네 장의 렌탈 싱글을 발매하였다.
2011년 4월 2일에 개최 예정이었던 일본 첫 쇼케이스 INFINITE JAPAN 1st SHOWCASE LIVE "It's the INFINITE!"가 일본 동북부 대지진 여파로 연기되었다. 이 공연은 7월 17일 오사카, 7월 19일 도쿄에서 이루어졌다. 같은 해 7월 13일, 음악 프로그램 《Music Bank in Tokyo K-POP Festival》에 출연하였으며, 7월 30일에는 치바에서 열리는 《Love-1 Festival 2011》에 참가하였다. 또한 9월 21일 제프 오사카에서, 23일~24일 요코하마 브리츠에서 열린 단독 콘서트 Leaping Over (리핑 오버)를 통해 1만여 명의 일본 팬들을 매료시켰다.
2011년 11월 19일에는 정규 싱글 BTD를 통해 일본에 정식 데뷔하였으며, 발매 전 선 주문 7만 장과, 발매 첫 주 오리콘 일간 차트 2위, 주간 차트 7위에 오르며 저력을 과시, 차세대 일본 한류 스타로도 자리매김하는 계기가 되었다.
2012년, She's Back(Jap Ver.)가 발매되었고, 앨범 전물량 매진의 저력을 보였다.
2013년, 君と恋に落ちる 가 발매되었고, 오리콘 전차트에서 1위를 달성하였다.
2014년, Last Romeo(Jap Ver.)가 발매되었다.
2015년, Dilemma, 24時間, Can't get over you가 발매되었다.
2016년, D.N.A가 발매되었다.
2017년, Air(Jap Ver.)가 발매되었다.

## 구성원
| 이름   | 소개 |
| ------ | --- |
| 김성규 | - 이름 : 김성규 - 생년월일 : 1989년 4월 28일(36세) - 출생지 : 대한민국 - 활동기간 : 2010년 6월 9일 ~ 현재  |
| 장동우 | - 이름 : 장동우 - 생년월일 : 1990년 11월 22일(34세) - 출생지 : 대한민국 - 활동기간 : 2010년 6월 9일 ~ 현재 |
| 남우현 | - 이름 : 남우현 - 생년월일 : 1991년 2월 8일(34세) - 출생지 : 대한민국 - 활동기간 : 2010년 6월 9일 ~ 현재   |
| 이성열 | - 이름 : 이성열 - 생년월일 : 1991년 8월 27일(33세) - 출생지 : 대한민국 - 활동기간 : 2010년 6월 9일 ~ 현재  |
| 엘     | - 본명 : 김명수 - 생년월일 : 1992년 3월 13일(33세) - 출생지 : 대한민국 - 활동기간 : 2010년 6월 9일 ~ 현재  |
| 이성종 | - 이름 : 이성종 - 생년월일 : 1993년 9월 3일(31세) - 출생지 : 대한민국 - 활동기간 : 2010년 6월 9일 ~ 현재   |

### 이전 구성원
| 이름 | 소개 |
| ---- | --- |
| 호야 | - 본명 : 이호원 - 생년월일 : 1991년 3월 28일(34세) - 출생지 : 대한민국 - 활동기간 : 2010년 6월 9일 ~ 2017년 9월 3일 |

## 음악적 성향과 평가
인피니트는 음악 활동시 '군무를 잘 추는 아이돌'의 컨셉트를 주로 삼는데, 그들의 일사불란한 동작과 함께 자극적인 음향 효과가 들어가지 않은 음악들은 대한민국의 1990년대 아이돌의 군무와 음악을 재현해 차별화되었다는 평가를 받는다. 특히〈다시 돌아와〉와 〈내꺼하자〉는 1980년대의 디스코/펑키 리듬을 촌스럽지 않게 구성하여 80~90년대의 대중음악 소비자로 하여금 매력적인 음악으로 다가오게 했다는 평이 있다.
이러한 음악적 성향은 평론가들로부터 긍정적인 반응을 얻고 있다. 첫 번째 정규 앨범 Over The Top의 타이틀곡 〈내꺼하자〉가 '대중음악평론가 20명이 꼽은 ‘올해의 앨범’'에 조덕환의 〈수만리 먼 길〉과 나란히 2위에 올랐으며, 〈내꺼하자〉를 1위로 꼽은 평론가 김학선은 "한번만 들어도 뇌리에 강렬하게 박히는 후렴구가 매력적인 곡." 이라고 평가하였다. 포털사이트 네이버 뮤직 선정 ‘검색으로 듣는 음악 '10대 선호 아이돌'’ 1위에 오르며 대세 아이돌임을 증명하였고, 이 사이트는 아이돌 포화 상태인 음악 시장에서 예능이 아닌 음악과 춤으로 인지도를 높인 대표적인 사례이며, 가장 빠른 상승 기류를 탄 팀이라고 설명하였다. 한편 일본의 음악 전문지 ‘뮤직 매거진’의 편집장 다카하시 오사무는 2011년 7월에 발매된 잡지 ‘앙앙’을 통해 "세련된 노래와 더불어 군무가 동작이 잘 맞고 박력이 넘치기 때문에 타 그룹과 차이가 있다." 고 인피니트를 평가하였고, 노준영 에디터는 “가장 눈에 띄는 3세대 아이돌”이라는 평가와 함께 "아이돌의 틀을 깨고 새로운 기준을 제시하고 있다."며 "앞으로의 K-POP 열풍의 주인공은 인피니트가 될 것이다."고 평론하였다. 작곡가 김도훈은 "곡의 퀄리티로 따지면 인피니트를 능가하는 아이돌은 드물다."라고 평가하였다. 또한 웹진 ‘웨이브’의 평론가 차우진과 ‘보다’의 평론가 김윤하는 〈내꺼하자〉를 2011년 올해의 싱글로 꼽았으며, 문정호는 첫 번째 리패키지 앨범 Paradise를 올해의 앨범으로 선정하였다. 또한 2012년 12월 21일(미국 현지 시각)에는 세 번째 미니 앨범 Infinitize의 타이틀 곡 〈추격자〉가 미국의 빌보드가 선정한 2012년 최고의 K-POP 1위로 선정되기도 하였다.
인피니트의 음악에 대한 긍정적인 평단의 반응은 정규 2집 Season 2에서도 이어졌다. 네이버 뮤직의 '오늘의 뮤직' 선정위원단에 따르면, 인피니트 정규 2집 Season 2는 "분명 인피니트를 빛나게 하는 음악이 따로 있으며, 이 앨범이 바로 그 음악(서정민갑)", "가슴을 두드리는 코러스와 잘짜인 가사는 앨범감상 때 보다 라이브 때 하이라이트가 될 것(권범준)", "아이돌 판에서 다른 곳을 보고 있다는 생각. 특히 테이크 댓 같은 그룹이 떠오른다(차우진)", "전작보다 루즈한 느낌도 분명 있지만 당연함이 독특함으로 환치되는 이 시장에서 정상으로의 발판은 인피니트의 몫(박상준)" 등의 호평을 받았다.

## 콘서트 투어 목록
| 콘서트명                                               | 일정                                          | 장소                                                     | 비고          |
| ------------------------------------------------------ | --------------------------------------------- | -------------------------------------------------------- | ------------- |
| Leaping Over 리핑 오버                                 | 2011년 9월 21일                               | 제프(ZEPP) 오사카                                        | [ 12 ]        |
| Leaping Over 리핑 오버                                 | 2011년 9월 23일 ~ 9월 24일                    | 요코하마 브리츠(BLITZ)                                   | [ 12 ] [ 13 ] |
| Second Invasion 세컨드 인베이전                        | 2012년 2월 11일 ~ 2월 12일                    | 서울 올림픽공원 핸드볼 경기장                            | [ 14 ] [ 15 ] |
| Second Invasion JAPAN TOKYO                            | 2012년 2월 25일 ~ 2월 26일                    | 도쿄국제포럼 홀A                                         | [ 16 ]        |
| Second Invasion EVOLUTION 세컨드 인베이전 에볼루션     | 2012년 4월 1일                                | 서울 올림픽공원 체조 경기장                              |               |
| 2012 INFINITE CONCERT '그 해 여름'                     | 2012년 8월 8일 ~ 8월 12일                     | AX-KOREA                                                 | [ 17 ] [ 18 ] |
| 2013 INFINITE 무한대집회                               | 2013년 3월 1일                                | 서울 올림픽공원 체조 경기장                              |               |
| 2013 INFINITE 1st WORLD TOUR [ONE GREAT STEP]          | 2013년 8월 9일 ~ 8월 10일                     | 서울 올림픽공원 체조 경기장                              |               |
| 2013 INFINITE 1st WORLD TOUR [ONE GREAT STEP]          | 2013년 8월 18일                               | 홍콩 Asia World Arena                                    |               |
| 2013 INFINITE 1st WORLD TOUR [ONE GREAT STEP]          | 2013년 8월 31일                               | 자카르타 Mata Elang International Stadium Ancol          |               |
| 2013 INFINITE 1st WORLD TOUR [ONE GREAT STEP]          | 2013년 9월 5일                                | 후쿠오카 Marine Messe                                    |               |
| 2013 INFINITE 1st WORLD TOUR [ONE GREAT STEP]          | 2013년 9월 10일                               | 히로시마 Sun Plaza Hall                                  |               |
| 2013 INFINITE 1st WORLD TOUR [ONE GREAT STEP]          | 2013년 9월 13일 ~ 9월 14일                    | 고베 Kobe World                                          |               |
| 2013 INFINITE 1st WORLD TOUR [ONE GREAT STEP]          | 2013년 9월 18일 ~ 9월 20일                    | 요코하마 Yokohama Arena                                  |               |
| 2013 INFINITE 1st WORLD TOUR [ONE GREAT STEP]          | 2013년 10월 5일                               | Singapore Indoor Stadium                                 |               |
| 2013 INFINITE 1st WORLD TOUR [ONE GREAT STEP]          | 2013년 10월 12일 ~ 10월 13일                  | 대만 타이페이 신추앙 체육관                              |               |
| 2013 INFINITE 1st WORLD TOUR [ONE GREAT STEP]          | 2013년 10월 19일                              | 말레이시아 쿠알라룸푸르 Stadium Negara                   |               |
| 2013 INFINITE 1st WORLD TOUR [ONE GREAT STEP]          | 2013년 10월 25일                              | 광저우 국제체육예술중심                                  |               |
| 2013 INFINITE 1st WORLD TOUR [ONE GREAT STEP]          | 2013년 10월 30일                              | 상하이 상해대무대                                        |               |
| 2013 INFINITE 1st WORLD TOUR [ONE GREAT STEP]          | 2013년 11월 3일                               | 필리핀 마닐라 Smart Araneta Coliseum                     |               |
| 2013 INFINITE 1st WORLD TOUR [ONE GREAT STEP]          | 2013년 11월 8일                               | 로스앤젤레스 Nokia Theatre LA Live                       |               |
| 2013 INFINITE 1st WORLD TOUR [ONE GREAT STEP]          | 2013년 11월 11일                              | 산호세 Event Center, San Jose State University           |               |
| 2013 INFINITE 1st WORLD TOUR [ONE GREAT STEP]          | 2013년 11월 13일                              | 페어팩스 Patriot Center, George Mason University         |               |
| 2013 INFINITE 1st WORLD TOUR [ONE GREAT STEP]          | 2013년 11월 16일                              | 뉴욕 Hammerstein Ballroom, Manhattan Center Studio       |               |
| 2013 INFINITE 1st WORLD TOUR [ONE GREAT STEP]          | 2013년 11월 27일                              | 영국 런던 Eventim Apollo                                 |               |
| 2013 INFINITE 1st WORLD TOUR [ONE GREAT STEP]          | 2013년 12월 1일                               | 프랑스 파리 L'Olympia                                    |               |
| 2013 INFINITE 1st WORLD TOUR [ONE GREAT STEP]          | 2013년 12월 6일                               | 두바이 Dubai World Trade Centre - Sheikh Rashid Hall     |               |
| 2014 INFINITE 1st WORLD TOUR [ONE GREAT STEP] RETURNS  | 2014년 2월 28일 ~ 3월 1일                     | 서울 올림픽공원 체조 경기장                              |               |
| 2014 INFINITE CONCERT '그 해 여름2'                    | 2014년 8월 7일 ~ 8월 10일 8월 14일 ~ 8월 16일 | 블루스퀘어 삼성카드홀                                    | [ 19 ] [ 20 ] |
| 2015 인피니트 무한대집회2                              | 2015년 2월 28일 ~ 3월 1일                     | 서울 올림픽공원 체조 경기장                              |               |
| 2015 INFINITE JAPAN 3rd TOUR [Dilemma]                 | 2015년 3월 7일 ~ 3월 8일                      | 오사카 오사카죠홀                                        |               |
| 2015 INFINITE JAPAN 3rd TOUR [Dilemma]                 | 2015년 3월 11일                               | 나고야 니혼가이시홀                                      |               |
| 2015 INFINITE JAPAN 3rd TOUR [Dilemma]                 | 2015년 5월 5일 ~ 5월 6일                      | 도쿄 국립요요기경기장                                    |               |
| 2015 INFINITE 2nd WORLD TOUR [INFINITE EFFECT]         | 2015년 8월 8일 ~ 8월 9일                      | 서울 올림픽공원 체조 경기장                              |               |
| 2015 INFINITE 2nd WORLD TOUR [INFINITE EFFECT]         | 2015년 9월 5일                                | 대만 타이베이 아레나                                     |               |
| 2015 INFINITE 2nd WORLD TOUR [INFINITE EFFECT]         | 2015년 9월 30일                               | 난징 우타이산 체육관                                     |               |
| 2015 INFINITE 2nd WORLD TOUR [INFINITE EFFECT]         | 2015년 10월 4일                               | 폴란드 바르샤바 Progresja Music Zone                     |               |
| 2015 INFINITE 2nd WORLD TOUR [INFINITE EFFECT]         | 2015년 10월 7일                               | 프랑스 파리 Casino De Paris                              |               |
| 2015 INFINITE 2nd WORLD TOUR [INFINITE EFFECT]         | 2015년 10월 9일                               | 영국 런던 O2 Shepherd's Bush Empire                      |               |
| 2015 INFINITE 2nd WORLD TOUR [INFINITE EFFECT]         | 2015년 10월 11일                              | 독일 베를린 Columbiahalle                                |               |
| 2015 INFINITE 2nd WORLD TOUR [INFINITE EFFECT]         | 2015년 10월 18일                              | 베이징 Workers' Indoor Arena                             |               |
| 2015 INFINITE 2nd WORLD TOUR [INFINITE EFFECT]         | 2015년 10월 24일 ~ 10월 25일                  | 태국 방콕 Thunder Dome Muang Thong Thani                 |               |
| 2015 INFINITE 2nd WORLD TOUR [INFINITE EFFECT]         | 2015년 11월 7일                               | 필리핀 마닐라 SM Arena Mall of Asia                      |               |
| 2015 INFINITE 2nd WORLD TOUR [INFINITE EFFECT]         | 2015년 11월 13일                              | 싱가포르 Suntec Singapore Convention & Exhibition Centre |               |
| 2015 INFINITE 2nd WORLD TOUR [INFINITE EFFECT]         | 2015년 11월 15일                              | 인도네시아 자카르타 Tennis Indoor Senayan                |               |
| 2015 INFINITE 2nd WORLD TOUR [INFINITE EFFECT]         | 2015년 11월 21일                              | 상하이 Shanghai Grand Stage                              |               |
| 2015 INFINITE 2nd WORLD TOUR [INFINITE EFFECT]         | 2016년 1월 7일                                | 캐나다 밴쿠버 Queen Elizabeth Theatre                    |               |
| 2015 INFINITE 2nd WORLD TOUR [INFINITE EFFECT]         | 2016년 1월 10일                               | 미국 LA Microsoft Theatre                                |               |
| 2015 INFINITE 2nd WORLD TOUR [INFINITE EFFECT]         | 2016년 1월 13일                               | 멕시코 멕시코시티 Auditorio Blackberry                   |               |
| 2015 INFINITE 2nd WORLD TOUR [INFINITE EFFECT]         | 2016년 1월 16일                               | 칠레 산티아고 Teatro Caupolican                          |               |
| 2015 INFINITE 2nd WORLD TOUR [INFINITE EFFECT]         | 2016년 1월 19일                               | 미국 뉴욕 PlayStation Theater                            |               |
| 2015 INFINITE 2nd WORLD TOUR [INFINITE EFFECT]         | 2016년 1월 31일                               | 홍콩 AsiaWorld-Expo Arena                                |               |
| 2016 INFINITE 2nd WORLD TOUR [INFINITE EFFECT] ADVANCE | 2016년 2월 20일 ~ 2월 21일                    | 서울 올림픽공원 체조 경기장                              |               |
| 2016 INFINITE CONCERT '그 해 여름3'                    | 2016년 8월 3일 ~ 8월 7일                      | 블루스퀘어 삼성카드홀                                    |               |
| 2016 INFINITE CONCERT '그 해 여름3'                    | 2016년 8월 13일 ~ 8월 14일                    | 부산 KBS홀                                               |               |
| 2016 INFINITE CONCERT '그 해 여름3'                    | 2016년 8월 30일 ~ 9월 4일                     | 도쿄 Toyosu PIT                                          |               |
| 2016 INFINITE CONCERT '그 해 여름3'                    | 2016년 9월 6일 ~ 9월 8일                      | 오사카 Zepp Namba                                        |               |
| 2017 인피니트 무한대집회3                              | 2017년 3월 3일 ~ 3월 4일                      | 잠실실내체육관                                           |               |
| 2017 인피니트 팬미팅 ‘비긴 어게인（Begin Again )’      | 2017년 12월 29일 ~ 12월 31일                  | 블루스퀘어 아이마켓홀                                    |               |

## 수상 목록

### 가요 프로그램 1위
| 연도             | 수상 내역 (총 43회) |
| ---------------- | --- |
| 2011년 (총 4회)  | - 내꺼하자 (총 2회) - 9월 1일 M.net 《엠카운트다운》 1위 - 9월 8일 M.net 《엠카운트다운》 1위 (2주 연속) - Paradise (총 2회) - 10월 9일 SBS 《인기가요》 뮤티즌송 - 10월 13일 M.net 《엠카운트다운》 1위 |
| 2012년 (총 7회)  | - 추격자 (총 7회) - 5월 31일 M.net 《엠카운트다운》 1위 - 6월 1일 KBS 《뮤직뱅크》 K-Chart 1위 - 6월 3일 SBS 《인기가요》 뮤티즌송 - 6월 5일 MBC MUSIC 《쇼챔피언》 챔피언송 - 6월 7일 M.net 《엠카운트다운》 1위 - 6월 10일 SBS 《인기가요》 뮤티즌송 (2주 연속) - 6월 14일 M.net 《엠카운트다운》 1위 (트리플 크라운) |
| 2013년 (총 11회) | - Man In Love (총 7회) - 3월 31일 SBS 《인기가요》 1위 - 4월 3일 MBC MUSIC 《쇼챔피언》 챔피언송 - 4월 4일 M.net 《엠카운트다운》 1위 - 4월 5일 KBS 《뮤직뱅크》 K-Chart 1위 - 4월 7일 SBS 《인기가요》 1위 (2주 연속) - 4월 12일 KBS 《뮤직뱅크》 K-Chart 1위 (2주 연속) - 4월 20일 MBC 《쇼음악중심》 1위 - Destiny (총 4회) - 7월 25일 M.net 《엠카운트다운》 1위 - 7월 27일 MBC 《쇼음악중심》 1위 - 7월 28일 SBS 《인기가요》 1위 - 7월 31일 MBC MUSIC 《쇼챔피언》 챔피언송 |
| 2014년 (총 6회)  | - Last Romeo (총 5회) - 5월 28일 MBC MUSIC 《쇼챔피언》 챔피언송 - 5월 29일 M.net 《엠카운트다운》 1위 - 6월 4일 MBC MUSIC 《쇼챔피언》 챔피언송 (2주 연속) - 6월 5일 M.net 《엠카운트다운》 1위 (2주 연속) - 6월 13일 KBS 《뮤직뱅크》 K-Chart 1위 - Back (총 1회) - 8월 2일 MBC 《쇼음악중심》 1위 |
| 2015년 (총 6회)  | - BAD (총 6회) - 7월 21일 SBS MTV 《더 쇼 시즌 4》 더 쇼 초이스 - 7월 22일 MBC MUSIC 《쇼챔피언》 챔피언송 - 7월 23일 M.net 《엠카운트다운》 1위 - 7월 24일 KBS 《뮤직뱅크》 K-Chart 1위 - 7월 25일 MBC 《쇼음악중심》 1위 - 7월 28일 SBS MTV 《더 쇼 시즌4》 더 쇼 초이스 (2주 연속) |
| 2016년 (총 3회)  | - 태풍 (총 3회) - 9월 29일 M.net 《엠카운트다운》 1위 - 9월 30일 KBS 《뮤직뱅크》K-Chart 1위 - 10월 2일 SBS 《인기가요》 1위 |
| 2018년 (총 5회)  | - Tell Me (총 5회) - 1월 17일 MBC MUSIC 《쇼챔피언》 챔피언송 - 1월 18일 M.net 《엠카운트다운》 1위 - 1월 19일 KBS 《뮤직뱅크》K-Chart 1위 - 1월 20일 MBC 《쇼음악중심》 1위 - 1월 21일 SBS 《인기가요》 1위 |
| 2025년 (총 1회)  | - Dangerous (총 1회) - 3월 14일 KBS 《뮤직뱅크》K-Chart 1위 |

### 시상식
| 연도   | 수상 내역 |
| ------ | --- |
| 2010년 | - 제18회 《대한민국문화연예대상》신세대가요부문 10대 가수상 |
| 2011년 | - 《So-Loved Awards》 Best Song <내꺼하자> - 《So-Loved Awards》 Best Choreography <BTD> - 《2011 올케이팝 어워즈》 가장 발전한 아티스트상 - 《서울외신기자클럽(SFCC) 송년의 밤, 외신홍보상 시상식》 2011 외신홍보상 |
| 2012년 | - 제26회 《골든 디스크 시상식》 한류 아이콘상 - 제26회 《골든 디스크 시상식》 음반 부문 본상 - 제9회 《한국대중음악상》 네티즌이 뽑은 올해의 음악인 부문 그룹상 - 제4회 《멜론 뮤직 어워드》 TOP10 |
| 2013년 | - 제27회 《골든 디스크 시상식》 음반 부분 본상 - 제27회 《골든 디스크 시상식》 베스트그룹퍼포먼스상 - 제13회 《대한민국 국회대상》 올해의 대중음악상 - 제7회 《Mnet 20's Choice》 베스트 글로벌 투어링 아티스트 - 제15회 《Mnet 아시안 뮤직 어워드》 남자 그룹상 - 제15회 《Mnet 아시안 뮤직 어워드》 Sony MDR 월드와이드 퍼포먼스상 |
| 2014년 | - 제28회 《골든 디스크 시상식》 음반 부문 본상 - 제9회 《아시아 모델 시상식》 인기가수상 - 제23회 《하이원 서울가요대상》 본상 - 제16회 《Mnet 아시안 뮤직 어워드》 베스트 댄스 퍼포먼스 남자 그룹상 - 제16회 《Mnet 아시안 뮤직 어워드》 K-POP Fans' Choice Male상 - 《SBS 가요대전》TOP10 - 《SBS 가요대전》베스트 퍼포먼스상      |
| 2015년 | - 제21회 《대한민국 연예예술상》 그룹가수상 - 제24회 《하이원 서울가요대상》 한류 특별상 - 제24회 《하이원 서울가요대상》 본상 - 제29회 《골든 디스크 시상식》 음반 부문 본상 - 2015년 제 12회 《한국대중음악상》 네티즌이 뽑은 올해 음악인 그룹상                                                                                   |
| 2016년 | - 제10회 《케이블TV 방송대상》 케이블TV 음악PD가 선정한 최고 가수상 - 2016년 《대한민국 톱스타상 시상식》 톱 가수상 |
| 2017년 | - 제 31회 《골든 디스크 시상식》 음반 부문 본상 - 제 6회 《가온차트 뮤직 어워드》 올해의 핫 퍼포먼스상 - 제 7회 《주간아이돌 어워즈》 대상 |